# Gnophos falconaria
Gnophos falconaria là một loài bướm đêm trong họ Geometridae.